# Astrocladus ludwigi
Astrocladus ludwigi is een slangster uit de familie Gorgonocephalidae.
De wetenschappelijke naam van de soort werd in 1896 gepubliceerd door Ludwig Döderlein.